# And10 (2003〜2013)
and10 (2003〜2013)（アンドテン）は、2013年2月6日にリリースされたセカイイチの初のセルフカバーアルバム、通算9枚目のアルバムである。

## 概要
- 結成10周を記念し、交流のあるゲストボーカリスト10人を招いて制作された、セルフカバーアルバム。アーティストへのオファーは、ボーカルの岩崎を中心にメンバーが直接電話をして出演交渉をした。
- ジャケットはデビューアルバム「今日あの橋の向こうまで」のデザインに、4人のシルエットが描かれたものになっている。ちなみに、この夕暮れ写真ははギターの中内が撮影したもの。
- プロデューサーには、岩崎がゲストボーカルとして参加していた初恋の嵐のベーシスト隅倉弘至を迎えている。

## 収録曲
（全作詞作曲：岩崎慧）
1. シルクハット “and” 佐々木健太郎(アナログフィッシュ)　　(5分24秒)
2. あかり “and” 田中和将(GRAPEVINE) 　　(3分39秒)
3. Step On “and” 恒吉豊(OverTheDogs)　 (5分20秒)
4. RAIN/THAT/SOMETHING “and" オカモトショウ(OKAMOTO'S)　　 (4分5秒)
5. 虹 “and” 山田将司(THE BACK HORN)　　 (5分)
6. ニューカマー “and” 宮田和弥(JUN SKY WALKER(S))　　 (2分56秒)
7. Kids Are Alright “and” Chage(CHAGE and ASKA)　　 (3分56秒)
8. ぷれぜんと “and” 小南泰葉 　　(4分33秒)
9. ふりだしの歌 “and” 須藤寿(髭) 　　(4分7秒)
10. バンドマン “and” 増子直純(怒髪天)　　(5分34秒)
11. 真ん中の歌　　(3分55秒)

書下ろしの新曲
| スタブアイコン | サブスタブ | この項目は、まだ閲覧者の調べものの参照としては役立たない、アルバムに関連した書きかけの項目です。この項目を加筆・訂正などしてくださる協力者を求めています（P:音楽/PJ:アルバム）。 |